# Протести поводом хапшења Ратка Младића
Протести поводом хапшења Ратка Младића су одржани од дана његовог хапшења 26. маја, до почетка јуна 2011. године. Одржани су у Лазареву, Новом Саду, Београду, Бањалуци, Источном Сарајеву, Палама, Вишеграду, Зворнику, Калиновику, Фочи, Невесињу, Хан Пијеску, Козарској Дубици, Власеници, Требињу, Бијељини и Дервенти. Највећи протести су одржани у Београду 29. маја 2011. и Бањалуци 31. маја 2011.

## Протести поводом хапшења
Протести због хапшења Ратка Младића су одржани на дан хапшења 26. маја 2011. у Новом Саду, Београду и Лазареву месту где је ухапшен. Протести су одржани 27. маја 2011. у Вишеграду, Источном Сарајеву и Палама. На протестима поводом хапшења у Вишеграду је учествовало око 3.000 грађана, у Источном Сарајеву и Палама по 1.500. грађана. У родном мјесту Ратка Младића Калиновику, је 29. маја 2011. одржан скуп подршке у организацији Борачке организација Републике Српске, коме је присуствовало више хиљада грађана из три источне мезорегије Републике Српске. На дан 29. маја 2011. у Београду је у организацији Српске радикалне стране одржан „Митинг подршке генералу Ратку Младићу“ на коме је присуствовало 10.000 грађана. У Зворнику је 30. маја 2011. одржан скуп подршке Ратку Младићу на коме је присуствовало више од 2.000 грађана. Истог дана 30. маја 2011. у центру Фоче је протестовало 5.000 грађана поводом хапшења генерала Ратка Младића. Митинзи подршке Ратку Младићу су 30. маја 2011. одржани и у Невесињу, Хан Пијеску и Палама. У Бањалуци је 31. маја 2011. одржан велики „Митинг подршке Младићу“ на коме је присуствовало двадесет хиљада људи. Митинг подршке генералу Ратку Младићу је одржан 1. јуна 2011. у Козарској Дубици, Власеници и Требињу. У Бијељини је скуп подршке на коме су учествовали грађани и представници борачких организација Бијељине, Угљевика, Пелагићева, Романије и Српске Греде одржан 2. јуна 2011. Посљедњи у низу протеста поводом хапшења је одржан 9. јуна 2011. на Тргу православља у Дервенти гдје су се окупили грађани општина Дервента, Брод и Модрича.

### Митинг подршке генералу Ратку Младићу у Београду 29. маја 2011.
Српска радикална странка је Београду 29. маја 2011. организовала „Митинг подршке генералу Ратку Младићу“ на коме је присуствовало око 10.000 грађана. Ученицима скупа су се обратили Драган Тодоровић, који је прочитао писмо Војислава Шешења, затим син Војислава Шешеља и син Ратка Младића, глумица Јелена Жигон, Коста Чавошки и други. Током митинга се десио сукоб једне мање групе људи на периферији скупа, највјероватније припадника неких навијачких група, док је највећи дио демонстраната мирно пратио митинг. Током сукоба, полиција је ухапсила 170 лица. Лидери Српске радикалне странке која је организовала митинг су инсистирали да се нико не сукобљава са полицијом и да митинг протекне у миру. Они су позивали учеснике скупа да сједну на земљу како би показали да им је намјера мирно окупљање грађана. Касније је Драган Тодоровић инсистирао да се спроведе детаљна истрага и да се утврди ко су ти хулигани који су систематски присутни на сваком митингу и праве нереде. Такође се оградио од ових групација.

### Митинг подршке Младићу у Бањалуци 31. маја 2011.
У Бањалуци је на Тргу Крајине 31. маја 2011. одржан централни „Митинг подршке Младићу“ на коме се окупило око 20.000 учесника. Учесници скупа из свих градова и општина Републике Српске су у Бањалуку стигли у 100 аутобуса. На скупу су говорили председник Борачке организације Републике Српске Пантелија Ћургуз, затим министар рада и борачко-инвалидске заштите Републике Српске Петар Ђокић, генерал Војске Републике Српске у пензији Манојло Миловановић, предсједник Организације породица заробљених, погинулих и несталих Републике Српске Недељко Митровић, предсједник Савеза логораша Републике Српске Бранислав Дукић, Срђан Ного испред удружења Двери српске, те велики број бораца Војске Републике Српске.
Председник Борачке организације Републике Српске Пантелија Ћургуз је током скупа позвао Владу Српске да из буџета издвоји средства за правну одбрану оптужених пред Хашким трибуналом.

## Галерија
- Бањалука 31. маја 2011.
- Бањалука 31. маја 2011.
- Бањалука 31. маја 2011.